# Ярбилов, Магомед Салманович
Магомед Салманович Ярбилов (16 января 1998, Чародинский район, Дагестан, Россия) — российский борец греко-римского стиля, призёр чемпионатов России.

## Спортивная карьера
Уроженец Чародинского района Дагестана несколько лет занимался вольной борьбой, он тренировался в махачкалинской спортшколе им. Гамида Гамидова у Шамиля Кехурзаевича Омарова. Позже переехал в Ростов-на-Дону, где переключился на греко-римский стиль. В июле 2018 года в Италии стал серебряным призёром первенства Европы среди юниоров. В сентябре 2018 года в Словакии стал бронзовым призёром молодёжного первенства мира по трём стилям борьбы. В январе 2019 года на чемпионате России по греко-римской борьбе стал бронзовым призёром. В марте 2019 года завоевал серебро чемпионата Европы U23. В июле 2019 года Магомед стал победителем рейтингового турнира в Белоруссии памяти олимпийского чемпиона Олега Караваева. В конце ноября 2019 года в составе сборной России выступал на Кубке мира в Иране. 17 января 2020 года Магомед вышел в финал чемпионата России, однако в финале уступил Адаму Кураку.

## Спортивные результаты на крупных турнирах
- Чемпионат Европы по борьбе среди юниоров 2018 — ;
- Чемпионат мира по борьбе среди молодёжи 2018 — ;
- Чемпионат России по греко-римской борьбе 2019 — ;
- Чемпионат Европы по греко-римской борьбе U23 2019 — ;
- Чемпионат России по греко-римской борьбе 2020 — ;
- Чемпионат России по греко-римской борьбе 2022 — ;